# أغنية الموت (فلم 1973)
أغنية الموت هو فيلم تلفزيوني قصير للمخرج سعيد مرزوق عام 1973، عن مسرحية توفيق الحكيم «أغنية الموت»، بطولة فاتن حمامة وكريمة مختار، إنتاج أفلام التليفزيون (عادل صادق). الفيلم يروي قصة عن أهل الصعيد والأخذ بالثأر.

## طاقم التمثيل
- فاتن حمامة: في دور عساكر.
- كريمة مختار: في دور مبروكة.
- عبد العزيز مخيون: في دور علوان.
- حمدي أحمد: في دور صميدة.[7]

## المخرج سعيد مرزوق
مخرج وكاتب مصري ولد عام 1940، وتربى في أسرة فقيرة، عمل في الإذاعة الأوروبية، وكان مهتمًا أيضًا بالموسيقى، فعمل في إعداد البرامج الموسيقية، ثم انتقل للعمل بالتليفزيون المصري، شارك به في مهرجان (ليبزغ) الألماني، وحصل على الجائزة الثانية في هذا المهرجان، ثم تلاه بفيلم (الطبول) الذي نال عنه جائزة الدولة في الإخراج والتصوير والمونتاج في ذلك العام. كان أول أفلامه الروائية الطويلة (زوجتي والكلب) عام 1971، وحظي المخرج الراحل بتقدير السينمائيين المصريين حيث كرمه المهرجان القومي للسينما المصرية في نوفمبر 2013، وأصدر المهرجان كتاب (سعيد مرزوق.. فيلسوف الصورة) للناقد السينمائي مجدي الطيب. توفي في سبتمبر 2014 بعد صراع مع المرض عن عمر يناهز 74 عامًا.

## أحداث الفيلم
تظهر فاتن حمامة لتقديم الفيلم بكلمات: «مسرحية النهارده قصة في منتهى القسوة، يمكن موضوعها تناوله قبل كدة بعض الكتاب من زوايا مختلفة، لكن الأستاذ الحكيم تناوله من زاوية جديدة وحساسة: قلب الأم وقوة الإيمان بالعقائد والتقاليد.»
تدور الأحداث كلها في بيت فقير في صعيد مصر، حيث تحاور عساكر (فاتن حمامة) شقيقتها مبروكة (كريمة مختار). تنتظرعساكر ولدها علوان (عبد العزيز مخيون) بعد غياب 17 عام بعيداً عن أهله وقريته. الزوجة عساكر من عائلة العزايزة وبعد مقتل زوجها على يد رجل من عائلة الطحاوية، تنتظر تحقيق حلمها عندما يكبر ولدها ويرجع من القاهرة ليثأر لوالده. نعرف قصة إختفاء الابن طوال 17 عام، من الحوار الدائر بين الأختين، فقد قامت عساكر بإخفاء ولدها عن العيون. ترسل الأم ولدها الطفل إلى من يتولى تربيته ليصبح جزاراً يذبح الماشية ليقوى ذراعه ويعتاد إراقة الدماء. يترك الصبي حرفة الجزارة ليلتحق بالأزهر ويتخرج شيخاً يرتدي زي رجال الدين. تنتظر الأم وتأمل في الثأر وخلع رداء الضعف والخنوع، تأمل أن يتوقف أهل القرية عن الحديث عن أن العزايزة لم يعد في نسلهم رجال. تسمع صوت قدوم القطار ويدخل الشاب العائد بعد طول غياب، ولكنه يحجم عن أخذ الثأر فقد جاء ليعظ أهل قريته للتوقف عن القتال والأخذ بالثأر. يغادر علوان ليلحق بالقطار العائد للقاهرة، وتندب الأم حظها. يطرق الباب ولد أختها مبروكة الشاب الصعيدي صميدة (حمدي أحمد)، الذي لم يغادر قريته ويؤمن بالتقاليد والموروثات، ويثور عند سماعه احجام ابن خالته علوان عن الأخذ بالثأر. يتناول صميدة السكين وينطلق لقتل الشاب المتخاذل علوان، كي لا ينتشر خبر تخاذله ويورث أسرته العار، ويعد خالته بقتل ولدها قبل ركوبه القطار هرباً، ويخبرها إنه وبعد تنفيذ القتل سوف يصلها صوته وهو يغني، لتعلم بإتمام المهمة وتفرح بغسل العار.
تعود الأخت مبروكة وتجد عساكر بين أفكار وأحاسيس متصارعة، هي تنتظر سماع غناء صميدة بعد ذبح ولدها، ولعلها تنتظر صوت القطار يعلن مغادرة ولدها سالماً. تنتهي الأحداث مع تعالي صوت صميدة وهو يغني.  

## الإنتاج
كان هناك العديد من المشكلات حتى يتم تصوير الفيلم، وهي البيئة الصعيدية خاصة وأن الفيلم يناقش قضية الثأر وسط العادات والتقاليد في الجنوب، وأيضًا مشكلة اللهجة الصعيدية برغم أن فاتن حمامة قدمت من قبل فيلم دعاء الكروان وهو باللهجة الصعيدية أيضًا. كان الخبير للهجة الصعيدية هو الشاعر الكبير عبد الرحمن الأبنودي، وهنا طلبت فاتن حمامة وسعيد مرزوق من الابنودي أن يتم تصوير الفيلم في بيت الأبنودي أو على الأقل وصف البيت حتي يتم تصميم ديكور نسخة طبق الأصل من البيت الذي ولد ونشأ فيه في صعيد مصر، وبالفعل وافق الأبنودي على طلبهما، ومنح المصممين نفس تصميم بيته بنفس «الغرف» و«الطاقات» و«المزيرة» ونفس السرير «الجريدي» الذي كانت تجلس عليه والدته وكل شئ، حتى أصبح محاكاة حقيقية لبيته في الصعيد، حكى الشاعر الراحل عبد الرحمن الأبنودي ذكرياته عن فيلم أغنية الموت في مقال نشر في مجلة «نصف الدنيا» عام 2003 بأن فاتن حمامة كانت تستعين به في التدريب على الأداء ويقول الأبنودي: «رحت أؤدى بالصوت والحركة أمامها، وأكسبتنى شجاعة وثقة، بل أطلقت يدى في أمور الديكور وخلافه، وكنت إذا تخلفت عن البلاتوه تنظر يمينا وشمالا سائلة:» فين الخبير الصعيدي؟«ولا تصور إلا إذا جاءوا بى، وبعد كل لقطة تنادينى وتسألنى الرأى أمام الجميع» وذلك حسبما ذكرت مجلة الشبكة في حوار مع الفنانة الكبيرة فاتن حمامة، والتي كانت ترفض التصوير إلا في وجوده. هنأ الإعلامي وائل الإبراشى، الشاعر عبد الرحمن الأبنودى، بمناسبة عيد ميلاده، وعرض فيلمه النادر «أغنية الموت»، بطولة الفنانة فاتن، وقال الإبراشى، خلال برنامجه «العاشرة مساء» على قناة «دريم 2»، إن هذا الفيلم نادر، وقابل الفنانة فاتن حمامة وأشادت بالشاعر الكبير عبد الرحمن الأبنودى، وقالت له إن «الأبنودى علمها إتقان اللهجة الصعيدية في هذا الفيلم».
كتب الأبنودى حوار فيلم «أغنية الموت» لفاتن حمامة، وهو من 32 دقيقة. كانت سيدة الشاشة العربية قد قررت أن تصنع ثلاثة أفلام في وقت فيلم واحد، ذلك لأن تجربة التليفزيون لفتت انتباهها بشدة، ووقع اختيارها على كتاب «مسرح المجتمع» لتوفيق الحكيم، وهو يضم مسرحيات من فصل واحد، واختارت مسرحية «أغنية الموت».
ويروي الأبنودي إنه فوجئ بالمخرج سعيد مرزوق يهاتفه: "فاتن حمامة تريد أن تراك"، ويعلق: "لم أكن أتخيل أن فاتن حمامة تعرفنى أو تطلبنى بالاسم، لكننى عرفت فيما بعد أنها اختارتنى بسبب فيلم شىء من الخوف. التقى الأبنودى بفاتن حمامة في شقتها بعمارة ليبون على شاطئ النيل بالجزيرة، قابلته بحفاوة، وأدخلته في حجرة ذات طراز عربى وقالت: "اقرأ المسرحية، واكتب السيناريو والحوار والأغنية، أريد نصا كاملا، وأنا سأقوم بدور عساكر". كان المنتج هو الفنان صلاح ذو الفقار.
قام عبد الرحمن الأبنودي بتأليف كلمات الأغنية ووضع اللحن حسن نشأت، وغناها عثمان بدر.

## مسرحية الحكيم
تم عرض مسرحية توفيق الحكيم في مصر عام 1967 قامت بالبطولة "نجمة إبراهيم"، كما تم ترجمتها إلى الإنجليزية تحت عنوان "أغنية صميدة"، وصدرت علي المسارح الأمريكية في هيئة أوبرا، وكتبت صحيفة النيويورك تايمز:"استغرق الأمر أكثر من أربع سنوات لإصدار مسرحية "أغنية صميدة"، أول أوبرا للملحن العربي الأمريكي الشاب محمد فيروز. أنهى التسجيل في عام 2008، عندما كان في الثانية والعشرين من عمره، بعد أن حصل على حقوق إصدارها. مسرحية "أغنية الموت" للكاتب المصري البارز توفيق الحكيم، الذي توفي عام 1987، تم إفتتاحها بمركز "هنا" للفنون  في مهرجان جديد للأعمال المسرحية الموسيقية.

## استقبال الفيلم
كتب موقع فرنسا 24: «جذب مرزوق الإنتباه إلى أسلوبه السينمائي بفيلم (أغنية الموت) بطولة فاتن حمامة»، وانطلقت اشاعة عن علاقة عاطفية بين المخرج مرزوق وسيدة الشاشة فاتن حمامة مع إصدار «أغنية الموت»، ولكن كذبها المخرج سعيد مرزوق. كتب موقع اكسترا نيوز: «تعد السهرة التليفزيونية «أغنية الموت» من أكثر الأعمال ندرة للفنانة فاتن حمامة، وفيها جسدت دور الأم الصعيدية».